# Смаилович, Исмет
Исме́т Смаи́лович (босн. Ismet Smailović; 1921, Чехайе близ Сребреника — 12 февраля 2018, Баня-Лука) — боснийский филолог.
Окончил Загребский университет, преподавал в средних учебных заведениях Тузлы. В 1960 году, с созданием Высшей педагогической школы Тузлы, занял должность профессора сербско-хорватского языка, сохранив её при преобразовании учебного заведения в Педагогическую академию Тузлы (ныне Университет Тузлы). С 1972 г. профессор Педагогической академии в Баня-Луке, в 1975 г. преобразованной в Баня-Лукский университет. Как в Тузле, так и в Баня-Луке заведовал кафедрами сербско-хорватского языка. С 1985 г. на пенсии.
В 1964 году защитил диссертацию «Язык Хасана Кикича», затем опубликованную в качестве монографии (1971, второе издание 1979), — это первое в истории филологии исследование языка современного боснийского писателя. В 1990 году выступил одним из авторов монографии о первом боснийском лексикографе Мухамеде Ускуфи. Наиболее известен, однако, как историк боснийского языка и, в частности, турецкого влияния на него, а также специалист по боснийской ономастике. Опубликовал монографию «Мусульманские имена восточного происхождения в Боснии и Герцеговине» (босн. Muslimanska imena orijentalnog porijekla u Bosni i Hercegovini; 1977, включает также словарь из более чем 3000 имён), составил боснийско-турецкий (2003) и турецко-боснийский (2009) словари.